# Laphystia duncani
Laphystia duncani är en tvåvingeart som beskrevs av Wilcox 1960. Laphystia duncani ingår i släktet Laphystia och familjen rovflugor. Inga underarter finns listade i Catalogue of Life.